# Полуніно (Волгоградська область)
Полуніно (рос. Полунино) — хутір у Дубовському районі Волгоградської області Російської Федерації.
Населення становить 95 осіб. Входить до складу муніципального утворення Горнобаликлейське сільське поселення.

## Історія
Хутір розташований у межах українського історичного та культурного регіону Жовтий Клин.
Згідно із законом від 14 березня 2005 року № 1026-ОД органом місцевого самоврядування є Горнобаликлейське сільське поселення.

## Населення
| 2010 |
| ---- |
| 95   |